# Cricket World Cup 2027
Der ICC Men’s Cricket World Cup 2027 (afrikaans Krieketwêreldbeker 2027) wird im Oktober und November 2027 in Südafrika, Simbabwe und Namibia ausgetragen. Es ist der 14. Cricket World Cup im vierjährlichen Turnierzyklus im One-Day International-Format (ODI), der vom Weltverband International Cricket Council (ICC) organisiert wird, und nach dem Cricket World Cup 2003 der zweite im südlichen Afrika. Das Turnier 2003 wurde gemeinsam von Südafrika, Simbabwe und Kenia ausgetragen. Namibia wird erstmals Mitgastgeber eines Cricket World Cups sein.
14 Cricket-Nationalmannschaften nehmen am Cricket World Cup 2027 teil, wobei 54 Spiele absolviert werden, darunter 42 in der Vorrunde, neun in der Super Six, und drei in der Finalrunde, einschließlich des Finales. Die Mannschaften werden in zwei Gruppen zu je sieben Teams eingeteilt, wobei jedes einmal gegen die anderen der Gruppe antritt. Die drei besten Mannschaften jeder Gruppe qualifizieren sich für die Super Six, wonach die vier besten Mannschaften das Halbfinale erreichen, dessen Gewinner im Finale aufeinandertreffen, während sich die sieben besten Mannschaften zusammen mit dem Gastgeber Indien automatisch für die Champions Trophy 2029 qualifizieren. Dieser World Cup wird im One-Day International-Format ausgetragen, wobei jedes Team jeweils ein Innings über maximal 50 Over bestreitet. Ein ähnliches Format wurde zuvor bei den Cricket World Cups der Jahre 1999 und 2003 angewendet. Australien ist der Titelverteidiger, nachdem es den vorhergehenden Cricket World Cup 2023 im Finale gegen den Gastgeber Indien gewonnen hatte.

## Vergabe
Cricket South Africa gab im Mai 2021 bekannt, das es sich für den Cricket World Cup 2027 beworben hatte. Der International Cricket Council vergab die beiden Cricket World Cups 2027 und 2031 am 16. November 2021. Dabei wurden Südafrika, Simbabwe und Namibia zu Gastgebern des Cricket World Cup 2027 ernannt, während der Cricket World Cup 2031 an Indien und Bangladesch vergeben wurde.

## Teilnehmer

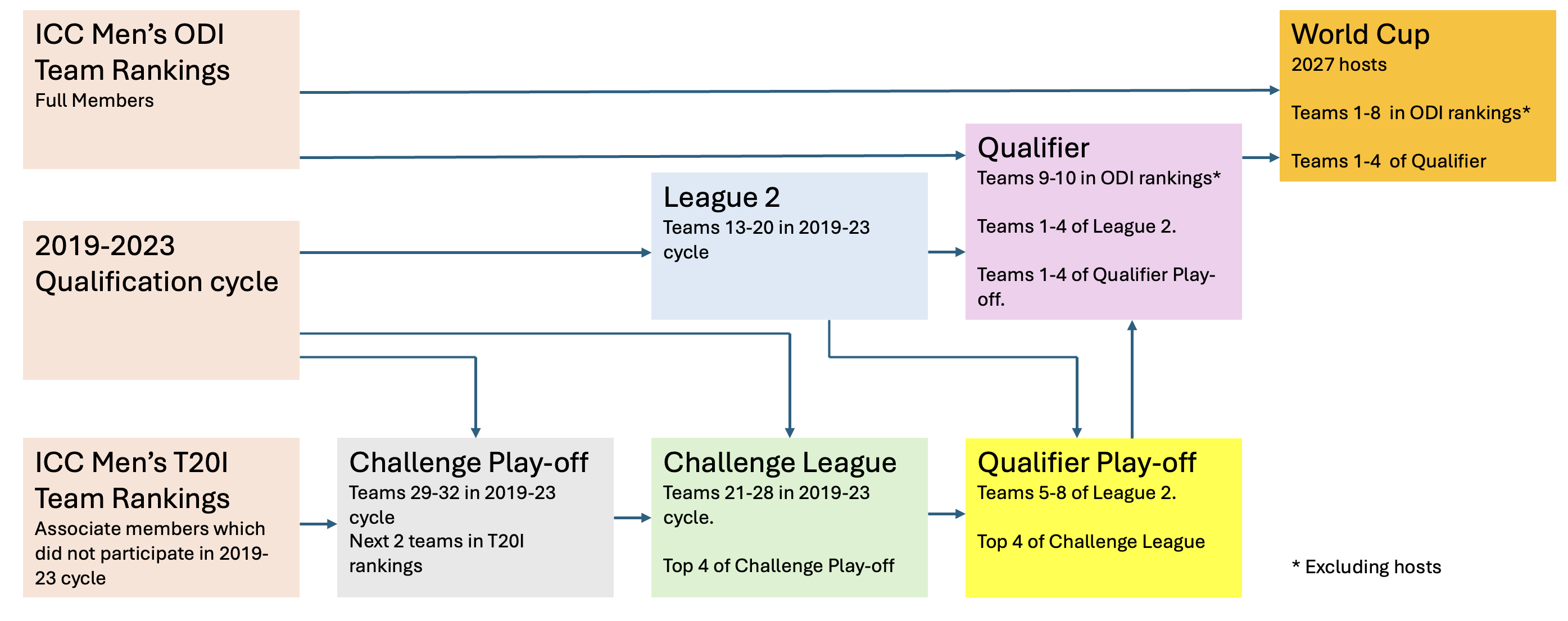
Qualifikationsweg zum ICC Cricket World Cup 2027

Die Mitgastgeber Südafrika und Simbabwe sowie die acht besten Mannschaften des ICC Men’s ODI Team Rankings zum 31. März 2027 qualifizieren sich automatisch für den Cricket World Cup 2027, während die übrigen vier Plätze in kontinentalen Qualifikationsturnieren ausgespielt werden. Obwohl Namibia erstmals Gastgeber sein wird, ist die Mannschaft als assoziiertes Mitglied nicht automatisch für das Turnier qualifiziert und die Nationalmannschaft muss an der Qualifikation teilnehmen.
Die folgenden zwei Mannschaften haben sich bereits für den Cricket World Cup 2027 qualifiziert. Später werden noch zwölf Mannschaften folgen.
| Land      | Qualifikationsgrundlage | Turnierteilnahmen | Letztmalige Teilnahme | Bestes Ergebnis                           |
| --------- | ----------------------- | ----------------- | --------------------- | ----------------------------------------- |
| Südafrika | Gastgeber               | 10                | 2023                  | Halbfinale (1992, 1999, 2007, 2015, 2023) |
| Simbabwe  | Gastgeber               | 10                | 2015                  | Super Six (1999, 2003)                    |

## Stadien
Am 10. April 2024 präsentierte Cricket South Africa acht Stadien als mögliche Austragungsorte. Pholetsi Moseki, Vorsitzender des Verbandes, erklärte, dass von den elf vom ICC akkreditierten Stadien diejenigen nach mehreren Faktoren ausgewählt wurden, die in der Nähe eines Flughafens liegen und über genug Hotelkapazität verfügen. Die Spiele in Namibia sollen im Bau befindlichen (Stand Juli 2024) National Cricket Stadium ausgetragen werden.
| Südafrika               | Südafrika           | Südafrika                | Südafrika             | Südafrika |
| Paarl, Westkap          | East London, Ostkap | Centurion, Gauteng       | Durban, KwaZulu-Natal |           |
| ----------------------- | ------------------- | ------------------------ | --------------------- | --------- |
| Boland Park             | Buffalo Park        | SuperSport Park          | Kingsmead             |           |
| Kapazität: 10.000       | Kapazität: 15.000   | Kapazität: 22.000        | Kapazität: 25.000     |           |
|                         |                     |                          |                       |           |
| Bloemfontein, Freistaat | Kapstadt, Westkap   | Gqeberha, Ostkap         | Johannesburg, Gauteng |           |
| Mangaung Oval           | Newlands            | St George’s Park         | Wanderers             |           |
| Kapazität: 20.000       | Kapazität: 25.000   | Kapazität: 19.000        | Kapazität: 34.000     |           |
|                         |                     |                          |                       |           |
| Simbabwe                | Simbabwe            | Namibia                  |                       |           |
| Harare                  | Bulawayo            | Windhoek                 |                       |           |
| Harare Sports Club      | Queens Sports Club  | National Cricket Stadium |                       |           |
| Kapazität: 10.000       | Kapazität: 12.500   | Kapazität: 7.500         |                       |           |
|                         |                     |                          |                       |           |

| Windhoek |

| Paarl |

| East London |

| Centurion |

| Durban |

| Bloemfontein |

| Kapstadt |

| Gqeberha |

| Johannesburg |

| Bulawayo |

| Harare |

| Bulawayo |

| Harare |

## Format
Der Cricket World Cup 2027 wird zwischen 14 verschiedenen Mannschaften über 54 Spiele ausgetragen. dasselbe Turnierformat wurde bei den Cricket World Cups 1999 und 2003 angewendet.

### Vorrunde und Super Six
Der Cricket World Cup 2027 wird zwischen 14 Nationalmannschaften ausgespielt. Für die Vorrunde werden die Mannschaften in zwei Gruppen zu je sieben Mannschaften eingeteilt. In welche Gruppe jede Mannschaft eingeteilt wird, wird in der Auslosung festgelegt. Jede Mannschaft bestreitet ein Spiel gegen jede andere seiner Gruppe. Für einen Sieg gibt es vier Tabellenpunkte, für ein Unentschieden oder No Result zwei Punkte, für eine Niederlage keinen Punkt. Haben zwei Mannschaften dieselbe Anzahl an Tabellenpunkten, wird der Tabellenrang anhand der Net Run Rate, gefolgt von der Net Bowl Rate und dem direkten Vergleich ermittelt.
Am Ende der Vorrunde qualifizieren sich die jeweils drei besten einer Gruppe für die Super-6-Runde. In dieser spielt jedes Team gegen die Mannschaften, auf die es nicht in der Vorrunde getroffen war und dessen Ergebnisse sie mit in diese Runde übernahm. Die Qualifikation erfolgt anhand derselben Kriterien wie in der Vorrunde.

### Finalrunde
Ab dieser Phase nimmt das Turnier ein K.-o.-System an, für das sich die vier besten Mannschaften der Gruppe qualifizieren. Jedes Spiel muss zwingend mit einem Sieg enden. Gibt es nach beiden Innings keinen Sieger, wird das Spiel durch ein Super Over entschieden.

### Einfluss auf die Qualifikation zur Champions Trophy 2029
Die sieben besten Mannschaften qualifizierten sich zusammen mit dem Gastgeber Indien automatisch für die Champions Trophy 2029.